# Freddy Flórez
Freddy Flórez es un actor colombiano conocido y recordado por su interpretación de "Piojo" en la popular serie infantil Oki Doki producida por RCN Televisión y dirigida por Toni Navia y el "Costeño" de la serie de comedia producida por RCN Televisión O todos en la cama.

## Biografía
Freddy Flórez nació en Bogotá, Colombia el 4 de diciembre de 1973. Su carrera actoral y musical comenzó en el año 1987 en el programa Pequeños gigantes donde conoció a múltiples estrellas reconocidas, jóvenes en esa época. Continuó en la televisión en la telenovela Sombra de tu sombra con un papel pequeño. Se dio a conocer en el mundo del espectáculo en el año 1992 con la telenovela Oki Doki, donde interpretó el papel de "Piojo", un cómico joven que siempre se metía en problemas. O todos en la cama también le dio una fama impresionante a lo largo de todas las temporadas, allí interpretó a Guillermo Leyes, un estudiante de derecho. Vale decir que ese papel fue tan impactante, que muchos televidentes creen que Flórez es costeño, por lo que varios de sus papeles han sido posteriormente representando a personas oriundas del Caribe colombiano. Continuó en telenovelas como Las Juanas, ¡Ay cosita linda mamá!, Milagros de amor, Amor de mis amores y Floricienta. Sus más recientes participaciones son en La playita de RCN y Rafael Orozco, el ídolo de Caracol Televisión.
Está casado con Paola Suárez desde el año 2017 y tiene cuatro hijos. Actualmente está radicado en Miami.

## Filmografía

### Televisión
| Año       | Título                         | Personaje                    | Canal              |
| --------- | ------------------------------ | ---------------------------- | ------------------ |
| 2024      | La mujer de mi vida            | William Kamal                | Telemundo          |
| 2020      | 100 días para enamorarnos      | Benito                       | Telemundo          |
| 2019      | Betty en NY                    | Giovanni Castañeda           | Telemundo          |
| 2019      | Pescaíto, el templo del fútbol |                              | Telecaribe         |
| 2017      | La fan                         | Roberto Flores 'Bob'         | Telemundo          |
| 2016      | Ruta 35                        | Padre Venancio               | UniMás             |
| 2015      | Bajo el mismo cielo            | Santiago Yepes               | Telemundo          |
| 2014      | La playita                     | Carmelo Martelo              | Canal RCN          |
| 2012-2013 | Rafael Orozco, el ídolo        | Hernán                       | Caracol Televisión |
| 2011-2012 | La traicionera                 | Germán                       | Canal RCN          |
| 2011      | La reina del sur               | Agente Fernando Zambrano     | Telemundo          |
| 2010-2011 | La Pola                        | Alférez Pérez Delgado        | Canal RCN          |
| 2010      | Yo no te pido la luna          | Lucas Dupre                  | Caracol Televisión |
| 2010      | El cartel 2 - La guerra total  | Franklin Delgado             | Caracol Televisión |
| 2008-2009 | La quiero a morir              | Martín Urrutia Vallejo       | Caracol Televisión |
| 2006-2007 | Floricienta                    | Alfonso "Pocho" Buenaventura | Canal RCN          |
| 2006      | Decisiones                     |                              | Telemundo          |
| 2004      | Me amaras bajo la lluvia       | Gabriel Luna                 | Canal RCN          |
| 2004      | Amor de mis amores             |                              | Canal RCN          |
| 2002      | Milagros de amor               | Fabrizio                     | Canal RCN          |
| 1998-1999 | ¡Ay cosita linda mamá!         | Alejo                        | Caracol Televisión |
| 1997-1998 | Las Juanas                     | Poncho Sarmiento             | Canal RCN          |
| 1994      | O todos en la cama             | Guillermo Leyes              | Canal RCN          |
| 1993      | Pasiones secretas              |                              | Caracol Televisión |
| 1992-1997 | Oki Doki                       | El Piojo                     | Canal RCN          |
| 1987      | Pequeños gigantes              |                              |                    |

## Cine
| Año  | Título   | Personaje | Nota |
| ---- | -------- | --------- | ---- |
| 2012 | Carrusel |           |      |

## Premios y nominaciones

### Premios TVyNovelas
| Año  | Categoría                       | Telenovela o Serie | Resultado |
| ---- | ------------------------------- | ------------------ | --------- |
| 2015 | Mejor actor antagónico de serie | La playita         | Nominado  |